# Willi Forst
Willi Forst, né Wilhelm Anton Frohs le 7 avril 1903 à Vienne et mort le 11 août 1980 dans cette même ville, est un acteur et chanteur autrichien qui devint réalisateur de cinéma en 1933 avec un film sur la vie de Schubert Leise flehen meine Lieder. Il était fort aimé en tant qu'acteur de comédies musicales dans le genre des chansons et valses viennoises. Il tourna aussi en Allemagne.

## Biographie
Fils de l'artiste viennois Wilhelm Frohs, il termine le lycée moderne où il avait été acteur de théâtre amateur, et sans entreprendre d'études supérieures, il se retrouve en 1919, après la guerre, l'effondrement du régime impérial et l'éclatement de l'Autriche-Hongrie, accepté dans la troupe du théâtre de Teschen. Il est dévolu aux seconds rôles de jeune amoureux ou de comique, avec obligation de participer au chœur, puis joue sur plusieurs scènes de théâtres de province. Il obtient un rôle de figuration dans Der Wegweiser (Le Voyageur) en 1920 et dans Sodome et Gomorrhe en 1922. Il apparaît en 1925 à Berlin sur des scènes d'opérettes et à la revue du Métropole, théâtre où se jouaient des comédies musicales à succès. Il poursuit sa carrière à Vienne (au Théâtre Apollo) et à Berlin. Il revient au théâtre pur en 1927, notamment avec Gustav Hartung et joue en 1928 au théâtre de Max Reinhardt.
Sa carrière prend un nouveau tournant en 1927 avec Trois Nuits d'amour (Café Elektric), film autrichien de Gustav Ucicky décrivant le demi-monde viennois, où il joue le rôle du jeune premier aux côtés de Marlène Dietrich qui trouve dans cette comédie son premier rôle important. Il continue avec Die Gefahren der Brautzeit (Les Dangers du mariage) en 1929, puis la même année dans Atlantic, premier film parlant dans lequel il tourne.
Il devient alors le favori du public viennois dans des comédies musicales légères et élargit son audience à l'Allemagne où il est extrêmement populaire, par exemple dans Zwei Herzen im 3/4 Takt (musique: Robert Stolz).
C'est en 1933 que sa carrière de réalisateur débute avec un film sur la vie de Schubert, Leise flehen meine Lieder, suivi de Mascarade, comédie musicale qui remporte aussi un grand succès à l'étranger et fait de Paula Wessely une actrice célèbre dans les pays germanophones. En 1935, son film Mazurka fait revenir Pola Negri en Allemagne, après des années à Hollywood. Forst travaille ensuite principalement à Vienne, où il fonde sa propre société de production en 1936 et de 1938 à 1945 est membre du conseil de la Wien Film GmbH. Il écrivit dans ses Mémoires qui parurent en 1963 que sa « patrie était occupée par les Nationaux-socialistes et que [son] travail était une forme de protestation pacifique (...), donnant au public ce qu'il souhaitait : humour, joie...Je créais des films - poursuit-il - qui apparaissaient comme une dénonciation de l'esprit de l'époque, en donnant une signification à l'élégance, au charme, à la tendresse et à la galanterie. »
Ses réalisateurs préférés étaient alors Ernst Lubitsch et René Clair. Au faîte de leur gloire, ses films viennois faisaient oublier au public que l'époque qu'il décrivait avait disparu. Il tourne en 1939 son film le plus connu, Bel-Ami d'après Maupassant, dans lequel il interprète le rôle principal. Il réalise Opérette en 1940, film qui sera montré en URSS en 1948 avec succès.
Après une longue préparation à Prague, Forst réalise Wiener Mädeln (Jeunes filles viennoises) en 1944, avec l'espoir que ce serait le premier film germanophone de l'après-guerre, mais le film ne sortit qu'en 1949 sans grand succès : les temps avaient changé et Forst ne connut dès lors que de minces succès d'estime.
Pourtant son film avec Gustav Fröhlich Die Sünderin (Confession d'une pécheresse) provoque le scandale en 1951, lorsque Hildegard Knef apparaît dans une courte scène nue de dos, posant pour un peintre. Le film est critiqué aussi pour son apologie du suicide. Appuyés par l'Église catholique, dans un pays en reconstruction, des manifestants protestent contre ce film dans de nombreuses villes de province.
Le dernier film de Forst porte comme titre Wien, du Stadt meiner Träume (Vienne, ville de mes rêves) qui est en soi la dernière confession du réalisateur en 1957. Ensuite il se montre rarement en public et vit dans le Tessin, à Brissago, avec sa femme Mélanie, épousée en 1934. Quelques années après la mort de son épouse en 1973, il retourne à Vienne, où il meurt en 1980.

## Filmographie

### Acteur
- 1928 : Unfug der Liebe de Robert Wiene
- 1930 : Gefahren der Brautzeit de Fred Sauer
- 1930 : Deux Cœurs, une valse (Zwei Herzen im Dreiviertel-Takt) de Géza von Bolváry : Vicky Mahler, librettiste

### Réalisateur
- 1933 : La Vie tendre et pathétique (Leise flehen meine Lieder)
- 1934 : Unfinished Symphony, version en anglais de La Vie tendre et pathétique
- 1934 : Mascarade (de)
- 1935 : Mazurka (de)
- 1936 : L'Amour et l'Art (Burgtheater)
- 1936 : Ah les femmes ! (Allotria)
- 1937 : La Sérénade du souvenir (de) (Serenade)
- 1939 : On a volé un homme (de) (Ich bin Sebastian Ott), coréalisé avec Victor Becker
- 1939 : Bel-Ami
- 1940 : Opérette (de)
- 1942 : Sang viennois (de) (Wiener Blut)
- 1943 : Les femmes ne sont pas des anges
- 1949 : Jeunes Filles de Vienne (Wiener Mädeln)
- 1951 : Deux Cœurs, une mélodie (de) (Es geschehen noch Wunder)
- 1952 : Confession d'une pécheresse (Die Sünderin)
- 1952 : L'Auberge du Cheval-Blanc (Im weißen Rößl)
- 1955 : Le Chemin du paradis (Die Drei von der Tankstelle), coréalisé avec Hans Wolff
- 1956 : Antonia en uniforme (Kaiserjäger)
- 1957 : Vienne, ville de mes rêves (Wien, du Stadt meiner Träume)
- 1957 : L'Ingénue de Vienne (Die unentschuldigte Stunde)